# Układ urbanistyczny Grodziska Wielkopolskiego

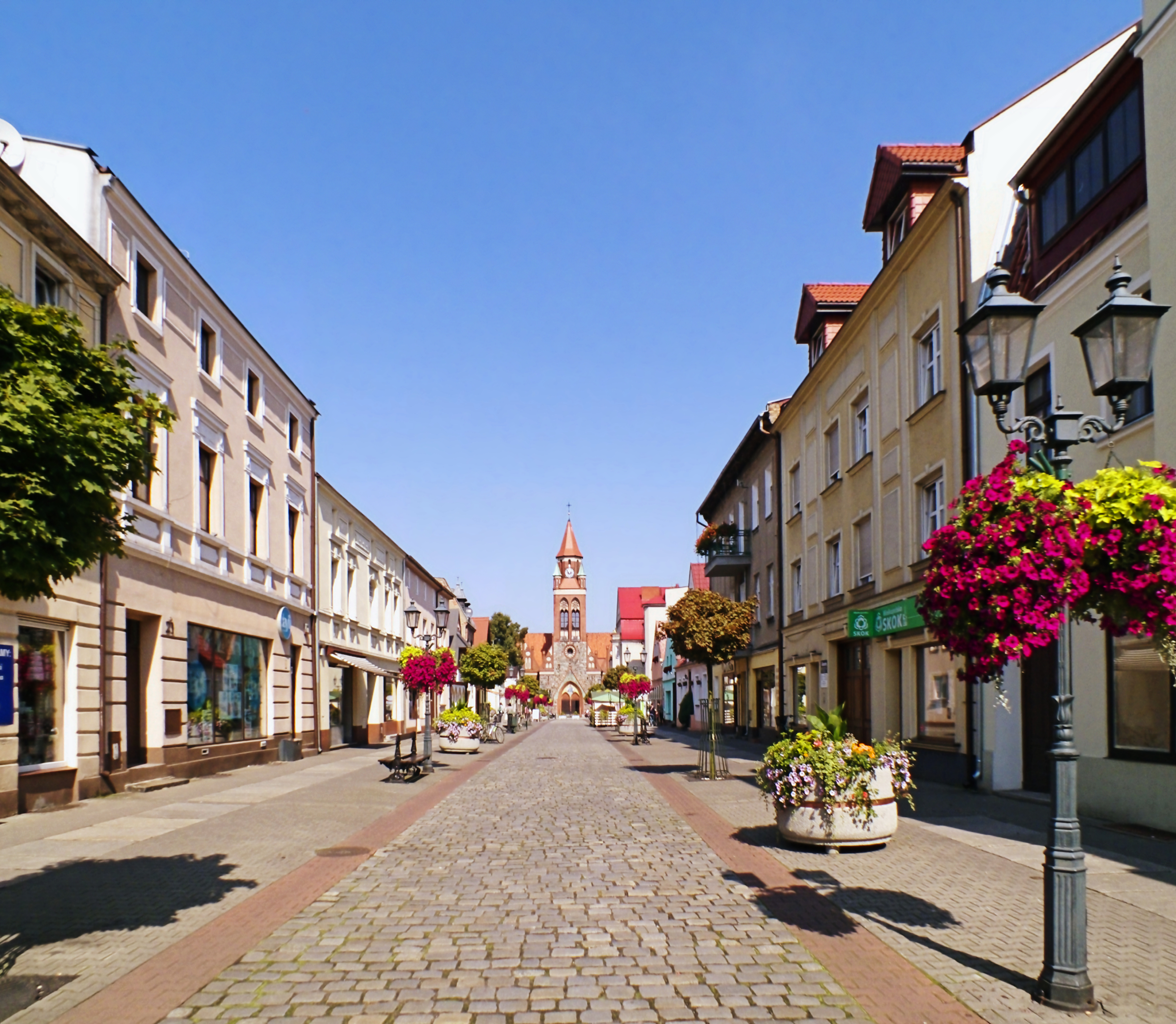
ul. Szeroka

Układ urbanistyczny Grodziska Wielkopolskiego – zabytkowy układ przestrzenny w Grodzisku Wielkopolskim z wyodrębnionymi dwoma ośrodkami: średniowiecznym miastem lokacyjnym (sprzed 1303 roku), niegdyś otoczonym wałem i fosą; oraz założonym na północ od niego tzw. Nowym Miastem z 1593 roku. Oba ośrodki sprzężone są szeroką osiową arterią (ul. Szeroka), łączącą rynek Nowego Miasta z blokiem przyrynkowym starego Grodziska.
Średniowieczne miasto rozplanowane zostało wokół obszernego kwadratowego rynku z ośmioma ulicami wybiegającymi z narożników; pierzeja północna podzielona nowszą uliczką (Pasaż), przebitą w I połowie XIX w. Na rynku znajdują się ratusz (obecny budynek z ok. 1835 roku, przesunięty w stosunku do miejsca dawnego ratusza) i studnia błogosławionego Bernarda z Wąbrzeźna, z której korzystały dawne browary; do początku XIX w. na rynku znajdowały się również waga miejska i kramy. W późniejszym okresie istniał tu także mały browar rozebrany około 1900 roku.
Kościół parafialny pw. św. Jadwigi usytuowany jest poza zachodnim blokiem przyrynkowym. Nieopodal na północny zachód od rynku znajduje się plac (pl.Wiosny Ludów) na miejscu rozebranej bóżnicy (1940). Kolisty bieg fosy i wału częściowo zachowany jest w południowo-wschodniej części miasta.
Poza dawną linią obwarowań, na południowym zachodzie, jest siedziba dawnych właścicieli, dwór (na miejscu dawnego zamku) w obszernym parku. Dalej na południe, przy drodze do Rakoniewic (dawne przedmieście Wyczólkowo), znajduje się drewniany kościół szpitalny pw. św. Ducha, zaś wokół stary cmentarz (zdewastowany) ze zbiorową mogiłą kosynierów poległych w 1848 roku. Przed kościołem stoi pomnik poświęcony poległym w "Wiośnie Ludów".
Na przedmieściu północno-zachodnim istnieje dawny kościół i klasztor (klasztor w większości rozebrany) bernardynów, natomiast obok znajduje się trójkątny plac (pl. św. Anny), na którym w latach 1501–1809 stał kościół św. Anny.
Ośrodkiem tzw. Nowego Miasta jest prostokątny rynek, z ośmioma ulicami w narożach i wybiegającą osiowo w kierunku południowym ul. Szeroką. Rozplanowanie Nowego Miasta wzorowane było na najlepszych układach renesansowych. Na środku rynku kościół poewangelicki z 1905 roku (na miejscu starszego z 1787 roku).
Zabudowa rynku staromiejskiego była do XIX w. szczytowa, parterowa z podcieniami, obecnie kalenicowa, piętrowa z XIX i XX w., w przyległych uliczkach szereg domów z XVIII i XIX w.
W północno-zachodniej części miasta, za kościołem pobernardyńskim, na dawnych gruntach klasztornych, pod koniec XIX i w pierwszych latach XX w. wybudowano szereg reprezentacyjnych gmachów, mających służyć germanizacji miasta: pocztę, szkołę, gimnazjum, starostwo, sąd i więzienie.
Układ urbanistyczny Grodziska Wielkopolskiego wpisany jest decyzją z dnia 14 marca 1956 pod nr 2527/A do rejestru zabytków.